# رود راش 3
رود راش 3 (بالإنجليزية: Road Rash 3)‏ ، هي لعبة فيديو إلكترونية من نوع سباقات، وهي الجزء الثالث من سلسلة رود راش والتي أنتجها شركة إلكترونيك آرتس سنة 1995م، وتعمل حصراً لنظام ميجا درايف.

## أماكن اللعبة
تقع أماكن اللعبة خارج حدود الولايات المتحدة الأمريكية وهي:-
1. البرازيل.
2. المملكة المتحدة.
3. ألمانيا.
4. إيطاليا.
5. كينيا.
6. أستراليا.
7. اليابان.

## ميزات اللعبة
أكدت موقع غيم برو (GamePro) بأن الجزء الثالث من اللعبة تتوفر فيه شراء الدراجات اننارية ودفع غرامة مخالفة السرعة والتواجد في أماكن محظورة، بالإضافة إلى تحديث وتطوير الدراجة النارية بأسعار باهضة الثمن.